# صلبات الذيل
صلبات الذيل (الاسم العلمي:Tetanurae)إحدى فصائل ديناصورات وحشية الأرجل التي ينتمي إليها معظم عائلات وأجناس وحشيات الأرجل ومعني الاسم «ذوات الذيل الصلب». وقد ظهرت صلبات الذيل أول مرة خلال فترة الجوراسي المبكر حيث عثر على أحفوراتها في تلك الطبقة من طبقات الأرض التي ترسبت في العصر الجوراسي. تطورت من أحد عائلات تلك الفصيلة الطيور التي تعيش حتى وقتنا الحاضر.
تلك الديناصورات التي تنتمي إلى صلبات الذيل كانت لها ثلاثة أصابع في كل قدم. كما تتميز فصيلة صلبات الذيل بأيدي طويلة، حيث كانت أذرعة معظم الديناصورات صغيرة بالنسبة لحجمها.

## التصنيف

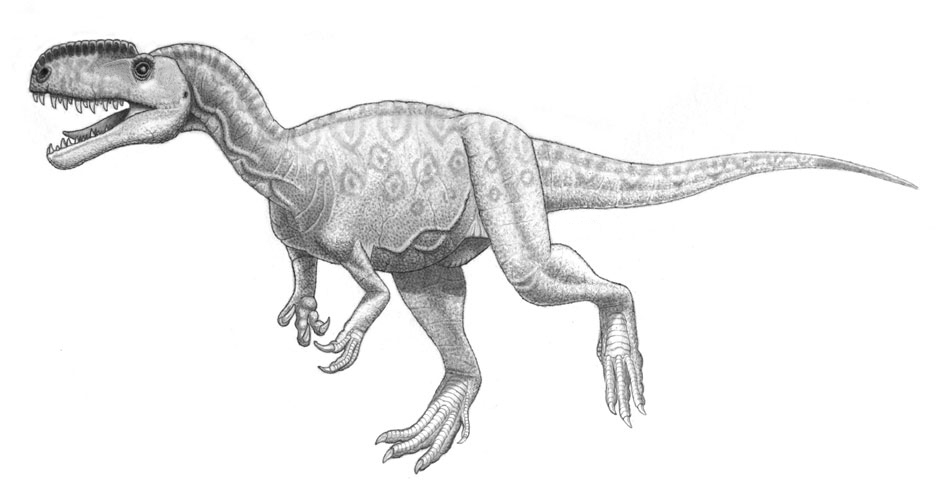
صورة تخيلية ل ميجاصورويد، أحد صلبات الذيل.

- ثيروبودا
  - سيراتوصوريا
  - صلبات الذيل
    - Xuanhanosaurus
    - سبينوصورويداي
    - Tetanurae incertae sedis
      - Becklespinax
      - Chilantaisaurus
      - Erectopus
      - Iliosuchus
      - Kaijiangosaurus
      - Kelmayisaurus
      - Magnosaurus
      - Piveteausaurus
      - Rapator
      - سيجيلماساصور
      - Streptospondylus

    - وحشيات الأرجل الطيرية
      - كارنوصوريا
      - عظايا جوفاء الذيل
        - تيرانوصوريا
        - شبيهات الخاطفات المخلبية
          - Ornithomimosauria
          - Therizinosauroidea
          - Oviraptorosauria
          - مانيرابتورا
            - ترودونتيدات
            - دروميوصوريداي
            - طيريات الأجنحة (الطيور)

### سبينوصورويديا

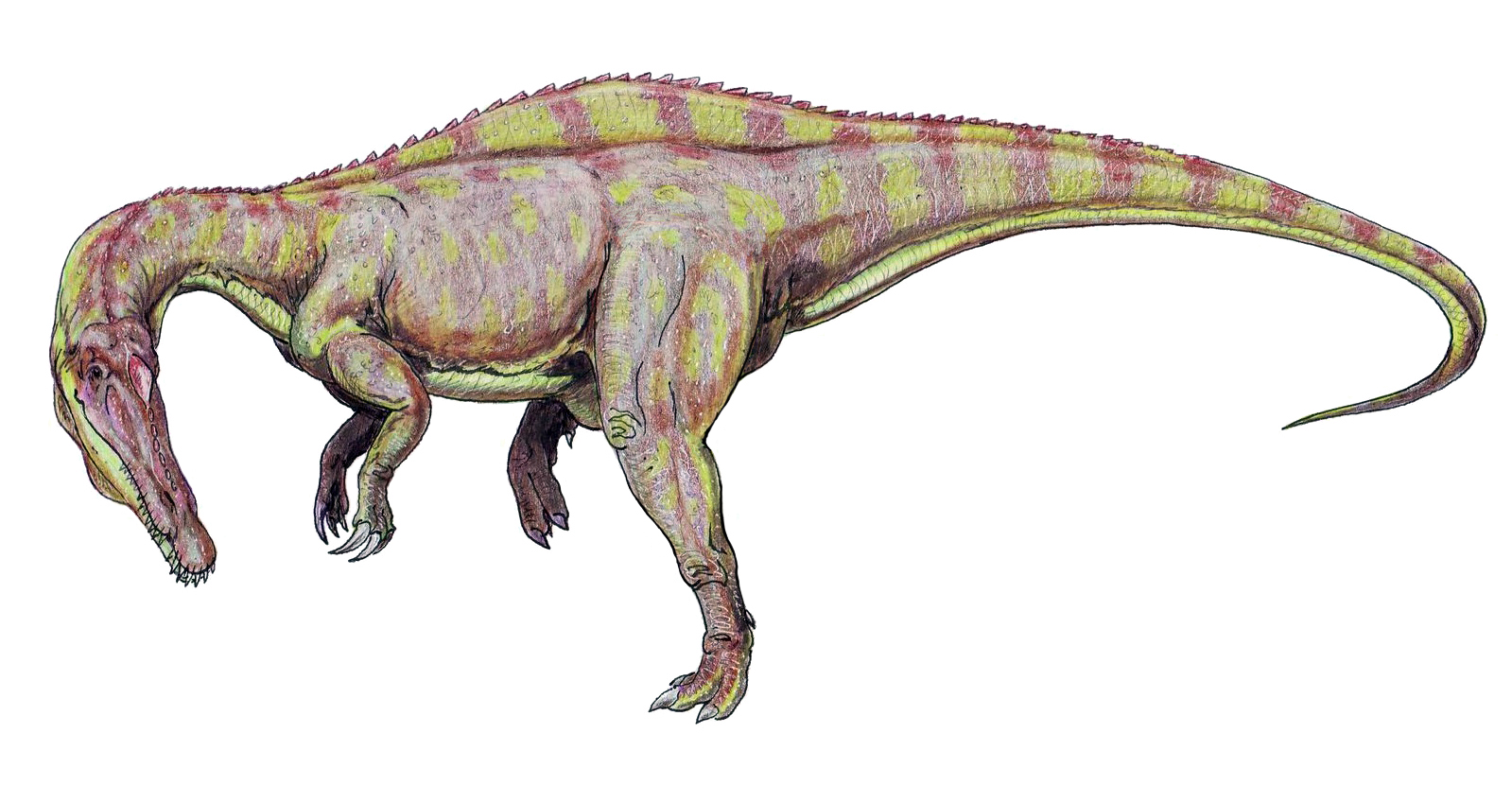
سوكوميمس

تشمل العائلة الكبيرة السبينوصورويديا من العائلتين : ميجالوصوريداي وسبينوصوريداي. تميزها جمجمة وعظام الذراع العليا من بين فصيلة صلبات الذيل. وكانت معظم الميجالوصوريدات من أكبر الحيوانات التي عاشت خلال العصر الجوراسي، بينما كانت السبينوصوريات تعيش في العصر الكريتاسي ووجدت لها أحفورات لهياكلها العظمية المتحجرة في تلك الطبقات. تميزت السبينوصوريات بوجود شراع على ظهرها ممتدة من فقرات الظهر.

### كارنوصوريا
تتشكل عائلة الكارنوصوريا من مجموعات وأجناس متعددة من الدينصورات، مثل ألوصوريا وكاركاررودونتوصوريداي . وقــد وجدت أحفورات ألوصور في طبقات العصر الجوراسي المتأخر التي توجد فيها الألوصوريات الأخرى، مع ثيروبودات أخرى ضخمة مثل جيجانتوصور وكاركارودونتوسوريس ومابوصر.

### تيرانوصوريديا

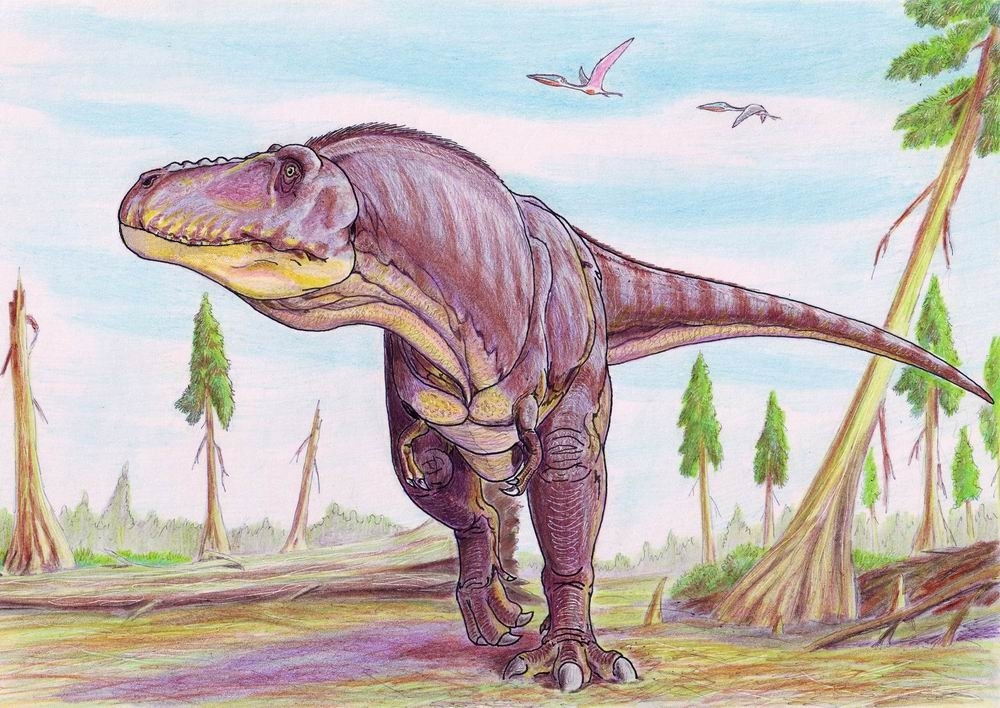
ديناصور "تاربوصور"

من العائلتين تبيرانوصوريداي وبروسيراتوصوريداي تتكون العائلة الكبري تيرانوصورويديا. وتشمل العائلة الكبري للتيرانوصوريداي علي بعض الثيروبودات الضخمة مثل تيرانوصور وتاربوصور وألبيرتوصور وديسبليتوصور.
من ناحية أخرى تتكون عائلة بروسيراتوصوريدي من فصيلتي بروسيراتوصور وجوانلونج. وظهرت التيرونوصورويدات ذات الأجسام الصغيرة قبل 167 مليون سنة ثم اختفت مع باقي الديناصورات الأخرى أثناء انقراض العصر الطباشيري-الثلاثي منذ 65 مليون سنة، ما عدا الطيور التي عاشت حتى عصرنا الحاضر.

### عظائيات محاكية الطيور
تقارن الديناصورات من عظائيات محاكية الطيور بصفة عامة بطائر النعامة الموجودة في إفريقيا اليوم.
فكان لها رقبة طويلة ورأس صغير، وأرجل قوية وبنيتها خفيفة. وكانت معظم الأورنيثوميموصورات بلا أسنان. من أشهر ما عثر عليه من تلك الفصيلة نجد أرنيثوميميداي وأورنيثوميموس وجاليموس وستروثيوميموس. عاشت تلك الثلاثة سلالات في العصر الطباشيري المتأخر وانقرضوا خلال انقراض العصر الطباشيري-الثلاثي قبل 65 مليون سنة.

### ثيريزينوصورويديا

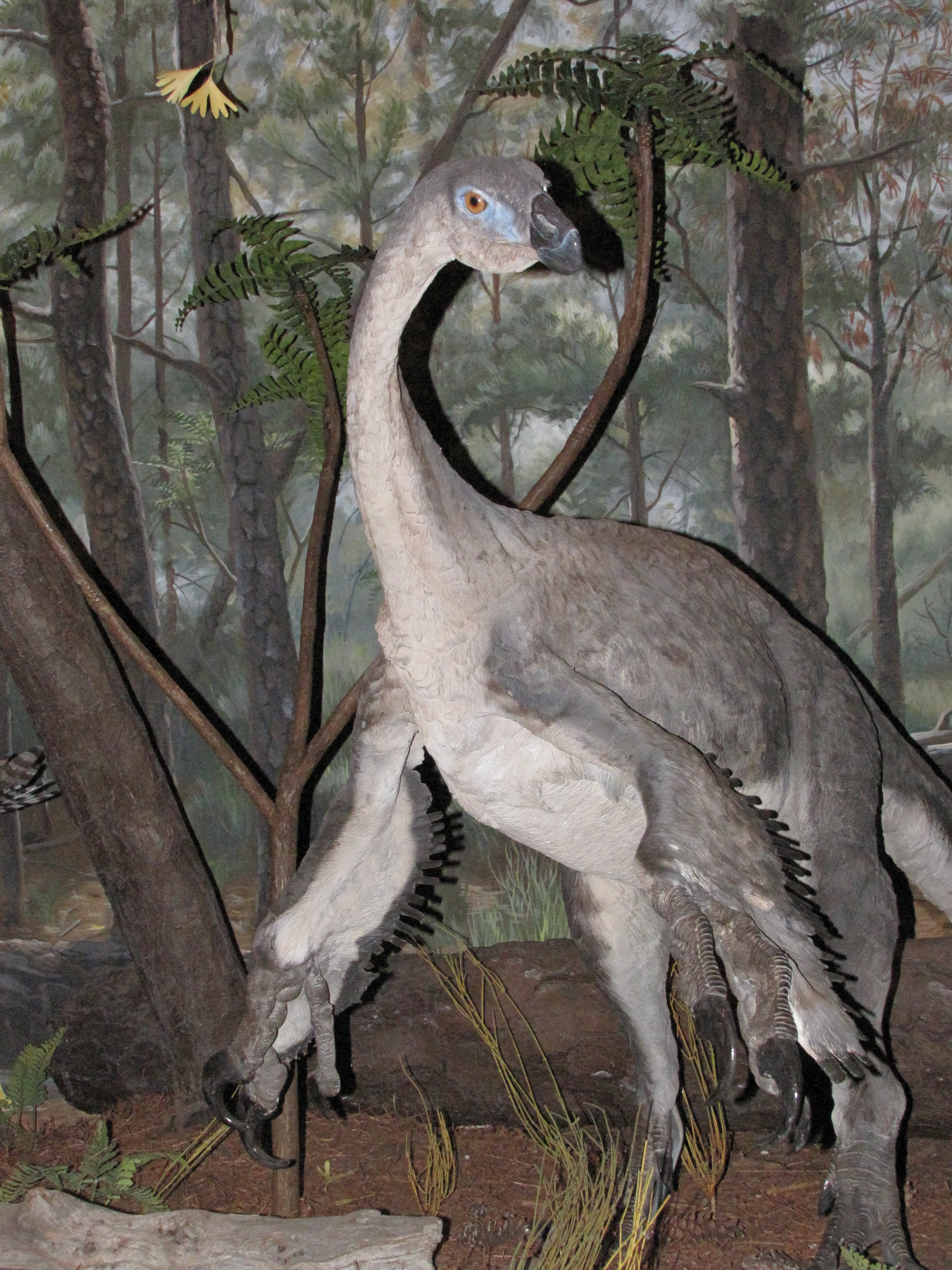
Beipiaosaurus

عثر على أحفورا للثيريزينوصورويديا في أمريكا الشمالية وفي أسيا وهي ترجع إلى 130 - 65 مليون سنة مضت في طبقات رسوبية. ويشكل شكلها شكلا غريبا عن أشكال الثيروبودات الأخرى. تتصف تلك الثيروبودات بمخالب كبيرة على أصابع اليدين، كما كان لها رقبة طويلة وعليه رأس صغير. ولم يتعرف بعد بالتمام على غذاء تلك الفصائل ـ وبعض الباحثين يعتقد أنها كانت تأكل الأعشاب والنبات.

### أوفيرابتوروصوريا
تشمل الأوفيرابتوروصوريا أوفيرابتور وهو أحد الديناصورات المشهورة التي عاشت في أسيا. وقد عثر على أشباه الأوفيرابتور أيضا في مناطق أخرى غير أسيا مثل أمريكا الشمالية. وتختلف أجناس تلك الفصيلة اختلافا كبيرا فيما بينها. فكان الصغير منها مثل كوديبتركس لا يتعدى طوله 1 متر أما الكبير منها فوصل طولها إلى نحو 8 أمتار، ومن ضمنها جيجانتورابتور.

### ترودونتدايا
نشكل فصيلة الترودونتيدات أعلى نسبة لحجم الدماغ بالنسبة لجسم الحيوان من بين جميع الديناصورات (ماعدا الديناصورات الطيرية). ومن صفاتها أيضا العينين الكبيرتين في مقدمة الرأس بحيث كانت ترى أمامها مجسما في ثلاثة أبعاد، وتستطيع بذلك تقدير المسافات جيدا. أشهر أنواعها ترودون، وكان له مخلب مقوس على كل قدم . ويعتقد أن تلك الديناصورات الصغيرة كانت تأكل الحشرات أو حيوانات أخرى أصغر منها، وتأكل البيض.

### دروميوصوريداي

أوتاه رابتور

يتمثل الدروميوصوريداي في عائلات كثيرة من الديناصورات، حيث عثر على أحفوراته في جميع أنحاء الأرض تقريبا. كان لجميع أجناس تلك العائلة مخلبا كبيرا على كل قدم. وكان منها الحيوان الكبير والصغير. ومن ضمن أعضائها المشهورين نجد فيلوكيرابتور ودروميوصور. كما نجد فيهم داينونيكوس الذي كان طوله 3 أمتار وهو مشهور من الأفلام. ظهرت أوائل الدروميوصوريدات خلال العصر الجوراسي الأوسط قبل 167 مليون سنة. وانقرضوا مع معظم الديناصورات الأخرى خلال انقراض العصر الطباشيري-الثلاثي منذ 65 مليون سنة.

## اقرأ أيضًا
- ديناصور
- ثيروبودا
- كويلوروصوريا
- كرايولوفوسورس
- تيرانوصور
- تربوصور
- كيراتوبسيا
- سبينوصور
- ديناصور ذو ريش
- أركيوبتركس
- أورنيثوديرا
- باراصورولوفوس